# Friedrich Bleek
Friedrich Bleek (* 4. Juli 1793 in Ahrensbök; † 27. Februar 1859 in Bonn) war ein deutscher Theologe und einer der bedeutendsten Bibelwissenschaftler seiner Zeit.

## Leben
Geboren in Ahrensbök bei Lübeck als Sohn eines Notars und Kaufmannes, besuchte Friedrich die Elementarschule und lernte ab 1804 nebenher Latein und Griechisch, so dass er von 1809 bis Ostern 1812 die Prima des Lübecker Katharineums besuchen konnte.
1812 begann er an der Universität Kiel ein Studium der evangelischen Theologie und Philosophie, wobei er auch mit Eifer Mathematik und Philologie hörte. 1814 wechselte er nach Berlin, hörte drei Jahre Theologie bei Schleiermacher, De Wette und Neander und machte in Schleswig und Glücksburg seine theologischen Examina. 1821 promovierte er in Breslau, um sich noch im selben Jahr, in Berlin zu habilitieren. Unmittelbar im Anschluss wurde er an der Berliner Universität zum außerordentlichen Professor ernannt. 1829 folgte er einem Ruf an die Bonner Alma Mater und blieb dort 30 Jahre lang Mitglied der Fakultät. 1843 wurde er zum Konsistorialrat ernannt. 1843/44 amtierte er als Rektor der Universität.
Friedrich Bleek heiratete 1826 Auguste Sethe (1803–1875), eine Tochter des preußischen Hofrats Christoph von Sethe. Ihr ältester Sohn war der Sprachwissenschaftler Wilhelm Heinrich Immanuel Bleek (1827–1875). Friedrich Bleek starb am 27. Februar 1859 unvermittelt an einem Schlaganfall in seiner Bonner Wohnung. Er war ein hervorragender Gelehrter und Exeget und einer der bedeutendsten Vertreter der Bibelwissenschaft seiner Zeit.
Der Politikwissenschaftler Wilhelm Bleek ist ein Ururenkel von Friedrich Bleek.

## Werke
- Einleitung, Übersetzung. u. Kommentar zum Hebräerbrief I, 1828; II, 1836; III, 1840;
- Einleitung in das Alte Testament, hrsg. v. Johannes Bleek u. Adolf Kamphausen, 1860 (6. Aufl. 1893, hrsg. v. Julius Wellhausen);
- Einleitung in das Neue Testament, hrsg. v. Johannes Bleek, 1862 (1864, hrsg. v. Wilhelm Mangold);
- Synoptische Erklärung der drei ersten Evangelien, hrsg. v. Heinrich Julius Holtzmann, 2 Bde., 1862;
- Vorlesungen über die Apokalypse, 1862, Brief des Paulus an die Kolosser, Brief des Paulus an Philemon, Brief des Paulus an die Epheser 1865, den Brief an die Hebräer, 1868.